# IRB Sougueur
El IRB Sougueur conocido comúnmente como Sougueur, es un club de fútbol profesional de Sougueur en Argelia. Su estadio es Stade IRBS.

## Época dorada
- Algerian Ligue Professionnelle 2: 2002-2004
- Inter Régions: 2009-2011

## Jugadores destacados
- Rafik Saïfi